# Wonsees
Wonsees er en købstad (markt) i Landkreis Kulmbach, Regierungsbezirk Oberfranken i den tyske delstat Bayern. Den er en del af Verwaltungsgemeinschaft Kasendorf.

## Geografi
I kommunen ligger ud over Wonsees, landsbyerne og bebyggelserne:
- Feulersdorf
- Gelbsreuth
- Großenhül
- Kleinhül
- Lindenmühle
- Plötzmühle
- Sanspareil
- Schirradorf
- Schlötzmühle
- Zedersitz